# Николич, Неманья (футболист, 1987)
Неманья Николич (венг. Nikolics Nemanja, серб. Немања Николић; род. 31 декабря 1987, Сента, САК Воеводина) — сербский и венгерский футболист, игравший на позиции нападающего. Участник чемпионатов Европы 2016 и 2020 годов в составе сборной Венгрии.
Мать Николича — венгерка. 28 января 2011 года Неманья получил венгерское гражданство.

## Клубная карьера

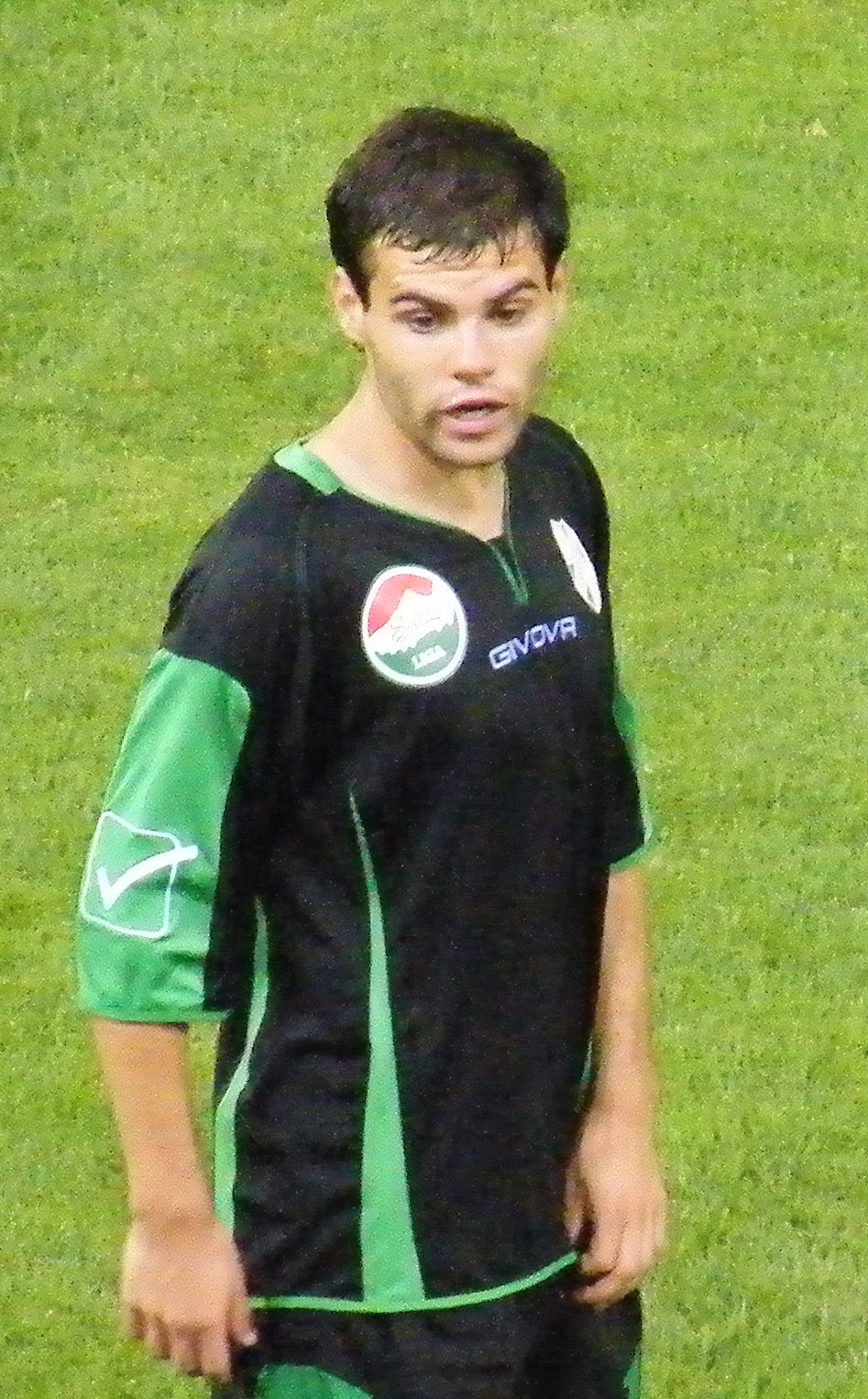
Николич в составе «Капошвар Ракоци»

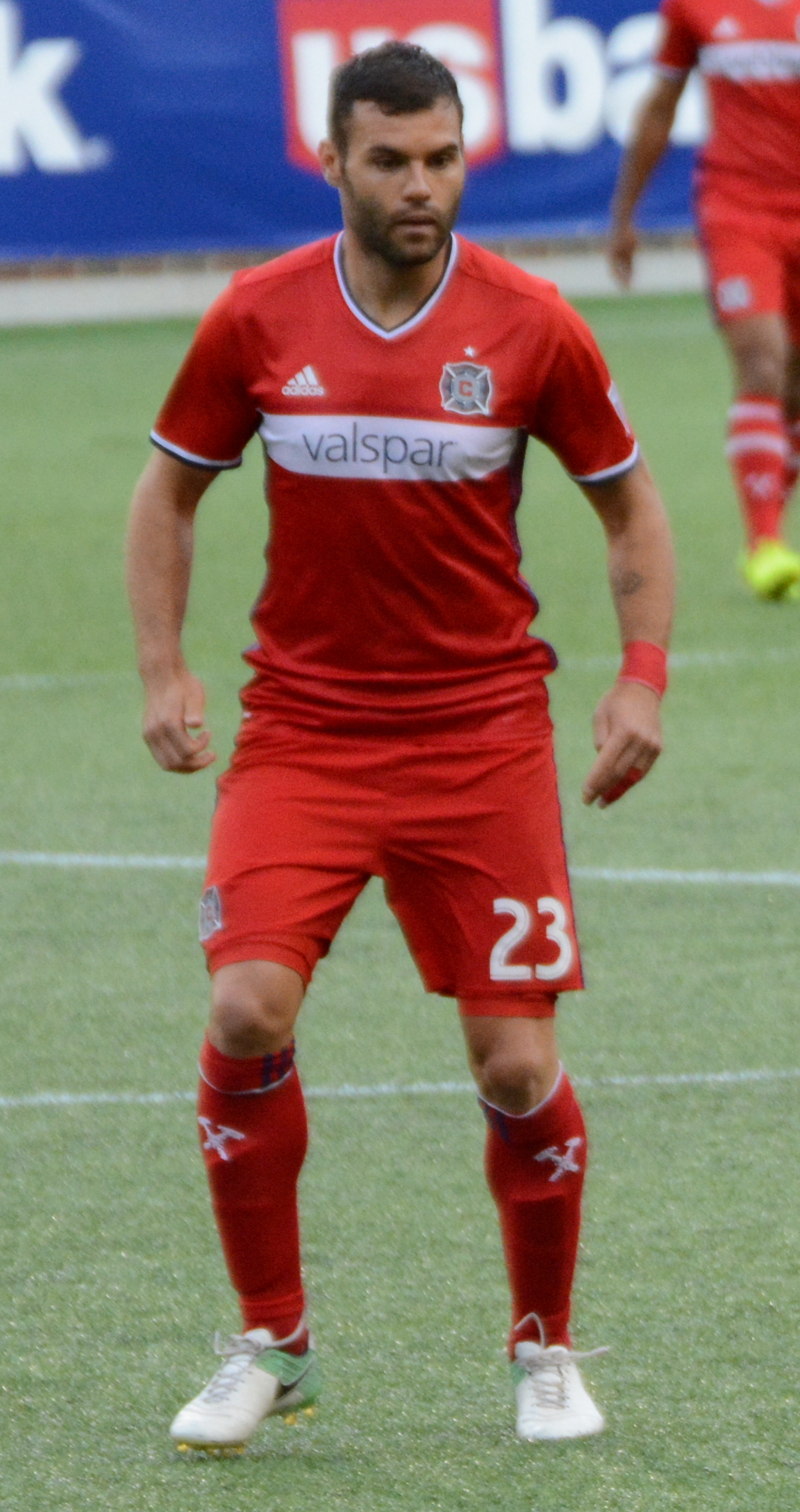
Николич в составе «Чикаго Файр»

Николич начал карьеру, выступая за клубы низших дивизионов чемпионата Венгрии «Барч» и «Капошвёльдье». Несмотря на юный возраст он очень много забивал и быстро получил приглашения от более именитых команд. В начале 2008 года Неманья подписал контракт с «Капошвар Ракоци». 21 сентября в матче против «Уйпешта» он забил свой первый гол за новую команду. В первом сезоне Николич поразил ворота соперников шестнадцать раз и стал лучшим снайпером «Капошвара». 7 ноября 2009 года в поединке против «Диошдьёра» он сделал хет-трик. В этом же сезоне Неманья стал лучшим бомбардиром чемпионата.
В начале 2010 года Николич перешёл в «Видеотон». 27 февраля в матче против «Кечкемета» он дебютировал за новую команду. 6 марта в поединке против «Диошдьёра» Неманья забил свой первый гол за «Видеотон». В этом же сезоне он стал чемпионом и завоевал Суперкубок Венгрии, а команда пробилась в еврокубки. В матчах Лиги Европы против бельгийского «Гента» и лиссабонского «Спортинга» Николич забил четыре гола. В том же году он стал обладателем Кубка Венгрии. В 2014 и 2015 годах Неманья ещё дважды становился лучшим снайпером чемпионата. В сезоне 2014/2015 он во второй раз стал чемпионом страны. За полгода до окончания контракта Неманьей интересовались английские «Кристал Пэлас» и «Рединг», испанская «Сельта» и французский «Бордо».
Летом 2015 года Николич на правах свободного агента перешёл в польскую «Легию». 19 июля в матче против «Шлёнска» он дебютировал в польской Экстраклассе. В этом же поединке Неманья сделал «дубль», забив свои первые голы за «Легию». 18 октября в матче против «Краковии» он сделал хет-трик. В первых 21 матче чемпионата Николич забил 21 гол, а также на протяжении квартала признавался игроком месяца. В 2016 году он помог «Легии» выиграть чемпионат и завоевать Кубок Польши, а также стал лучшим бомбардиром польского первенства.
20 декабря 2016 года Николич перешёл в клуб MLS «Чикаго Файр», подписав трёхлетний контракт по правилу назначенного игрока. В американской лиге он дебютировал 4 марта 2017 года в матче стартового тура сезона против «Коламбус Крю». 11 марта в поединке против «Реал Солт-Лейк» Неманья забил свой первый гол за «Чикаго Файр». В мае Николич забил шесть голов и отдал одну голевую передачу, за что был назван игроком месяца в MLS. 15 октября в матче против «Филадельфии Юнион» он сделал хет-трик. По итогам сезона 2017 Николич стал лучшим бомбардиром MLS с 24 мячами и был включён в символическую сборную MLS.
В начале 2020 года Николич вернулся в Венгрию, став футболистом «МОЛ Фехервар».

## Международная карьера
11 октября 2013 года в отборочном матче чемпионата мира 2014 против сборной Нидерландов Николич дебютировал за сборную Венгрии. 15 октября в отборочном матче чемпионата мира 2014 против сборной Андорры Неманья забил свой первый гол за национальную команду.
В 2016 году Николич в составе сборной принял участие в чемпионате Европы во Франции. На турнире он сыграл в матчах против команд Исландии и Бельгии.
В 2021 году Николич принял участие в чемпионате Европы. На турнире он сыграл в матчах против Португалии, Франции и Германии.

### Голы за сборную Венгрии
| #  | Дата            | Место                                       | Противник  | Счёт | Результат | Соревнование                           |
| -- | --------------- | ------------------------------------------- | ---------- | ---- | --------- | -------------------------------------- |
| 1. | 15 октября 2013 | Ференц Пушкаш, Будапешт, Венгрия            | Андорра    | 1:0  | 2:0       | Чемпионат мира 2014 (квалификация)     |
| 2. | 18 ноября 2014  | Гроупама Арена, Будапешт, Венгрия           | Россия     | 1:2  | 1:2       | Товарищеский матч                      |
| 3. | 5 июня 2015     | Надьердеи, Дебрецен, Венгрия                | Литва      | 3:0  | 4:0       | Товарищеский матч                      |
| 4. | 9 ноября 2017   | Жози Бартель, Люксембург, Люксембург        | Люксембург | 1:1  | 2:1       | Товарищеский матч                      |
| 5. | 14 ноября 2017  | Гроупама Арена, Будапешт, Венгрия           | Коста-Рика | 1:0  | 1:0       | Товарищеский матч                      |
| 6. | 6 сентября 2020 | Ференц Пушкаш, Будапешт, Венгрия            | Россия     | 2:3  | 2:3       | Лига наций УЕФА 2020/2021              |
| 7. | 8 октября 2020  | Васил Левски, София, Болгария               | Болгария   | 0:3  | 1:3       | Чемпионат Европы 2020 (стыковые матчи) |
| 8. | 28 марта 2021   | Олимпийский стадион, Серравалле, Сан-Марино | Сан-Марино | 0:3  | 0:3       | Чемпионат мира 2022 (квалификация)     |

## Достижения

### Командные
«Видеотон»
- Чемпион Венгрии (2): 2010/2011, 2014/2015
- Обладатель Кубка венгерской лиги: 2011/2012
- Обладатель Суперкубка Венгрии: 2011, 2012

«Легия»
- Чемпион Польши: 2015/2016
- Обладатель Кубка Польши: 2016

### Личные
- Лучший бомбардир чемпионата Венгрии (3): 2009/2010 (18 голов), 2013/2014 (18 голов), 2014/2015 (21 гол)
- Лучший бомбардир чемпионата Польши: 2015/2016 (28 голов)
- Лучший бомбардир MLS: 2017 (24 гола)
- Член символической сборной MLS: 2017
- Игрок месяца в MLS: май 2017